# Рузиев, Ахмаджан
Ахмаджан Рузиев (15.01.1919, кишлак Ява, Ходжентский уезд, Ферганская область, Туркестан — 1997, кишлак Ява) — санитар санитарного взвода 240-го стрелкового полка (117-я стрелковая дивизия, 69-я армия, 1-й Белорусский фронт) младший сержант, участник Великой Отечественной войны, кавалер ордена Славы трёх степеней.

## Биография
Родился 15 января 1919 года в кишлаке Ява (ныне - Худжентского района Согдийской области Таджикистана) в семье крестьянина. Таджик.
В ноябре 1939 года был призван в Красную Армию Ленинабадским райвоенкоматом. В боях Великой Отечественной войны с июня 1941 года. Воевал на Западном, Карельском, Северо-Западном, 1-м Прибалтийском и 1-м Белорусском фронтах.
К концу 1943 года красноармеец Рузиев воевал помощником командира взвода 599-го стрелкового полка 145-й стрелковой дивизии.
19 декабря 1943 года при прорыве обороны противника у деревни Прокуды (ныне не существует, Витебский район Витебской области) красноармеец Рузиев первым со своим взвода ворвался в траншею противника и огнём из автомата сразил 3 гитлеровцев. 23 декабря в бою за деревню Сумы (ныне – Красная Искра, Витебский район Витебской области), действуя в танковом десанте, взвод Рузиева истребил до 30 солдат противника и взял в плен 2 гитлеровцев. В это бою лично уничтожил двух солдат и офицера, в качестве трофеев захватил пулемёт, автомат и 6 винтовок.
Приказом по частям 146-й стрелковой дивизии от 6 января 1944 года (№ 2/н) красноармеец Рузиев Ахмаджан награждён орденом Славы 3-й степени.
Орден остался не врученным. В одном из следующих боёв в конце декабря был ранен (третий раз за войну), направлен в госпиталь. В свою часть больше не вернулся.
К маю 1944 года красноармеец Рузиев воевал уже в рядах 240-го стрелкового полка 117-й стрелковой дивизии, был санитаром санитарного взвода. В составе этого полка прошёл до конца войны.
В одном из первых боёв санитар Рузиев, действуя в составе орудийного расчёта, уничтожил несколько автомашин противника, награждён медалью «За отвагу». В наступательных боях 7-9 июля 1944 года под огнём противника вынес с поля боя 11 тяжело раненных бойцов, оказал первую помощь 15 легко раненым. Был представлен к награждению орденом Красной Звезды, награждён медалью «За боевые заслуги».
28 июля 1944 года под огнём врага младший сержант Рузиев одним из первых переправился через реку Висла в районе населённого пункта Войшин (8 км южнее города Пулава, Польша). В бою на плацдарме на левом берегу оказал 43 раненым первую медицинскую помощь и переправил их через реку в медсанбат. Был представлен к награждению орденом Славы 2-й степени.
Приказом по войскам 91-го стрелкового корпуса от 14 августа 1944 года младший сержант Рузиев Ахмаджан награждён орденом Славы 3-й степени (повторно, в наградном листе не было отметки о предыдущем награждении).
14 января 1944 года при прорыве обороны противника на левом берегу реки Висла и 28-30 января при уничтожении окружении группировки врага в предместьях города Познань под огнём противника вынес с поля боя 32 раненых бойца и 2 офицеров.
Приказом по войскам 69-й армии от 12 марта 1945 года (№ 66/н) младший сержант Рузиев (приказе – Разиев) Ахмаджан награждён орденом Славы 2-й степени.
На завершающем этапе войны, в ходе Берлинской операции, старший сержант Рузиев заслужил ещё один боевой орден. 20 апреля 1945 года при преследовании противника от реки Одер и ликвидации окружённой группировки противника оказал помощь 28 бойцам, вынес их с поля боя вместе с оружием. Уже после окончания боёв награждён орденом Отечественной войны 2-й степени.
В мае 1946 года был демобилизован. Вернулся на родину.
Указом Президиума Верховного Совета СССР от 31 марта 1956 года приказ от 14 августа 1944 года был отменён и Рузиев Ахмаджан награждён орденом Славы 1-й степени. Стал полным кавалером ордена Славы.
Работал заместителем председателя сельского потребительского общества. Жил в кишлаке Ява. Скончался в 1997 году. Похоронен на кладбище кишлака Ява.

## Награды
- Орден Отечественной войны I степени (11.03.1985)[2]
- Орден Отечественной войны II степени (20.04.1945)[3]
- Полный кавалер ордена Славы:
  - орден Славы I степени (31.03.1956)[4];
  - орден Славы II степени (12.03.1945)[5];
  - орден Славы III степени (06.01.1945)[6];
- медали, в том числе:
  - «За отвагу» (14.07.1944)[7]
  - «За боевые заслуги» (14.07.1944)[8]
  - «За освобождение Варшавы» (9 мая 1945)[9]
  - «За взятие Берлина» (9 мая 1945)[10]
  - «В ознаменование 100-летия со дня рождения Владимира Ильича Ленина» (6 апреля 1970)
  - «За победу над Германией» (9 мая 1945[11])[12]
  - «20 лет Победы в Великой Отечественной войне 1941—1945 гг.» (7 мая 1965[13])
  - «30 лет Победы в Великой Отечественной войне 1941—1945 гг.»[14]
  - 40 лет Победы в Великой Отечественной войне 1941—1945 гг.[15]
  - «30 лет Советской Армии и Флота»[16]
  - «40 лет Вооружённых Сил СССР»[17]
  - «50 лет Вооружённых Сил СССР» (26 декабря 1967[18])
- Знак «25 лет победы в Великой Отечественной войне» (1970)

## Память
- На могиле установлен надгробный памятник.
- Его имя увековечено в Главном Храме Вооружённых сил России, и навсегда запечатлено на мемориале «Дорога памяти».